# Gabriel-François Filon
Pour les articles homonymes, voir Filon (homonymie).
Gabriel-François Filon (né le 14 juin 1835 à Paris, où il est mort le 18 février 1898) est un enseignant et historien français.

## Biographie
Gabriel Filon est le fils d'Auguste Filon (1800-1875), historien français, et le frère aîné d'Augustin Filon (1841-1916) précepteur du prince impérial, fils de Napoléon III de 1867 à 1875.
Entré dans l'enseignement à 20 ans comme professeur d'histoire au collège d'Arras, il est ensuite affecté aux lycées de Moulins en 1861 puis de Sens en 1863 avant d'être nommé préfet des études de l'école municipale Colbert à Paris en 1869 où il est également chargé des cours d'histoire.
En 1872 il prend la direction de l'école municipale d'enseignement primaire supérieur Lavoisier, nouvellement créée sur le modèle de l'école Turgot.

## Distinctions
- Officier d'académie en 1870.
- Officier de l'Instruction publique en 1878.
- Chevalier de la légion d'honneur en 1886[4].